# Герб Аландських островів
Герб Ала́ндських острові́в — герб автономного регіону Аландські острови, Фінляндія. У лазуровому щиті золотий крокуючий олень. Шит увінчаний шведською старостильною баронською короною. Затверджений 10 грудня 1952 року. Базується на схожому гербі Еланду 1560 року.

## Опис
У лазуровому заокругленому щиті золотий крокуючий олень. Шит увінчаний шведською старостильною баронською короною. Затверджений 10 грудня 1952 року. Автор зображення — Густаф фон Нумерс. Оновлений у 1962 році; автор нового зображення — Ахті Хаммер.

Герб Аланду 1952
Герб Аланду 1962
Герб Аланду 2020
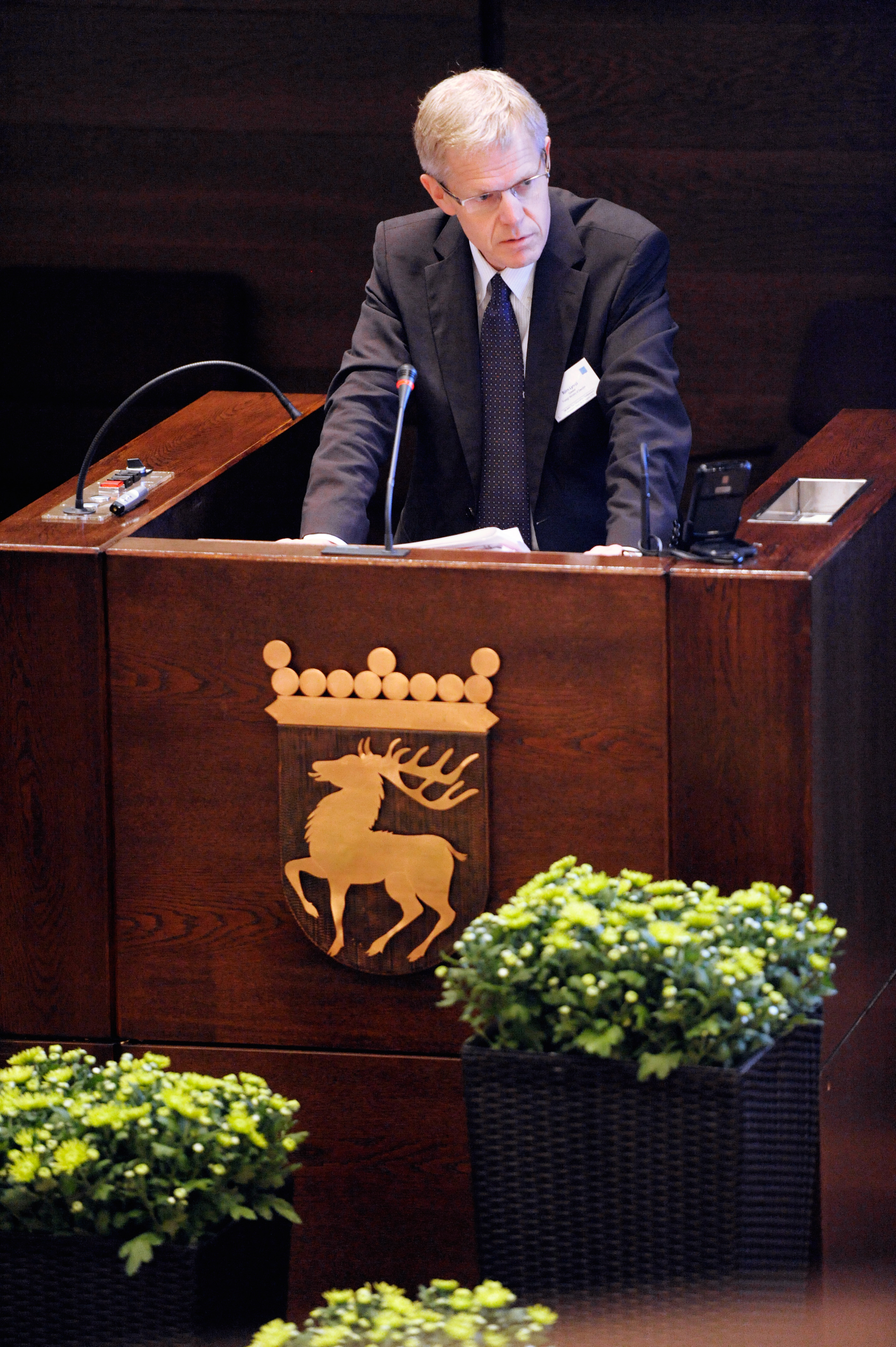
Бйорн Лірвал у Марієгамні у 2010 році.

## Історія
Найдавнішим символом Аландських островів є святий Олаф, їхній патрон. На печатці 1326 року він зображений сидячи на троні, з державою у правиці і сокирою у лівиці. Мотив цієї печаткки використаний при створенні печатки для міста Йомала в 1952 році.

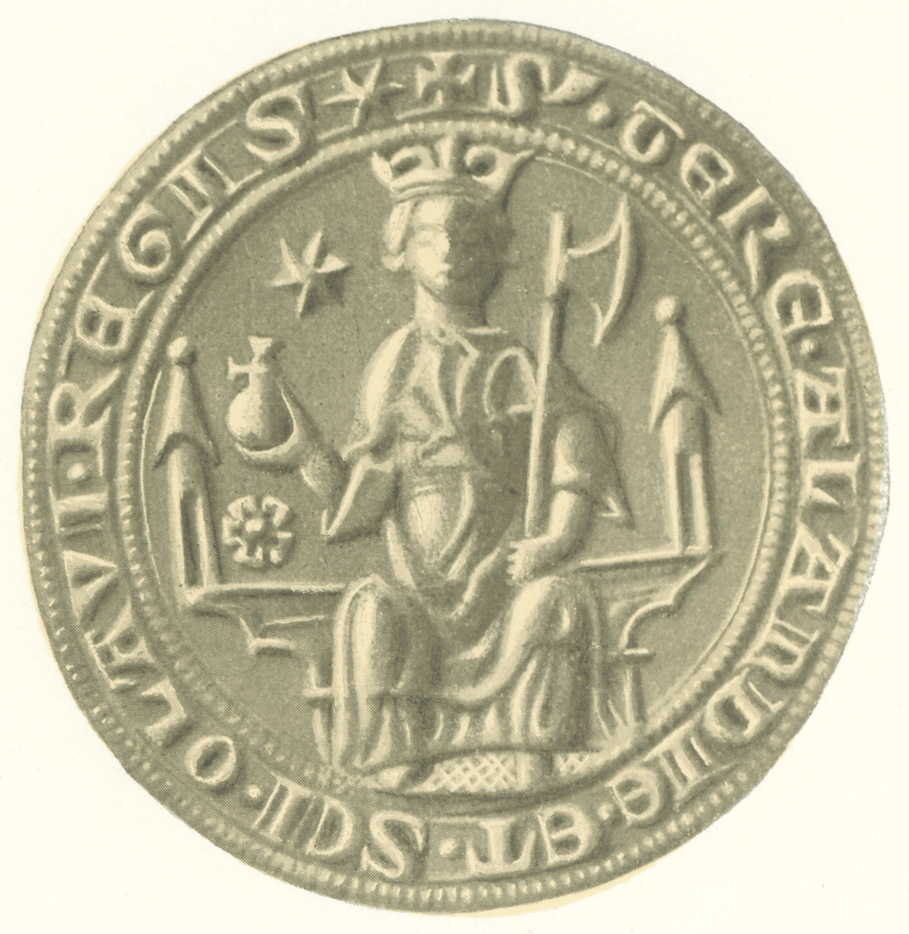
Печатка Аланду 1326
Герб Йомали 1952
Герб Еланду 1560
Герб Аланду 1569

Поточний герб Аландських островів — золотий олень на лазуровому щиті — це, первісно, герб схожої за звучанням Еландської провінції, наданий їй в 1560 році.
1569 року Аландські острови стали володінням шведської королеви-вдови Катерини Стенбок й отримали провінційний герб з двома золотими сарнами у лазуровому полі, усіяному 9-ма срібними трояндами.
Через подібність назв Аланд (Åland, МФА: [ˈǒːland]) і Еланд (Öland, МФА: [ˈø̌ːland]), які шведською звучали приблизно як «Оланд», існувала плутанина із гербами обох провінцій. Тому за Еландом закріпився помилковий герб із двома сарнами-оленями і трояндами, колишній герб Аландських островів, а за островами — золотий олень.
1944 року Шведський національний інститут геральдики виявив помилку й повідомив про неї колег-геральдистів у Фінляндії. Почалася дискусія, яка закінчилася тим, що герб Еланду замінили на золотого оленя з червоним рогами, язиком, копитами і ошийником. Герб Аландських островів залишили без змін.

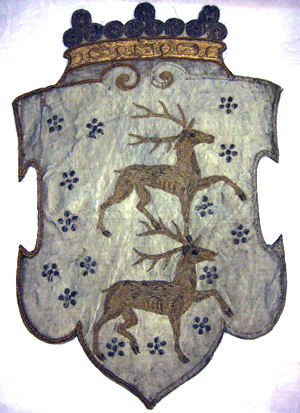
Герб Еланду 1634
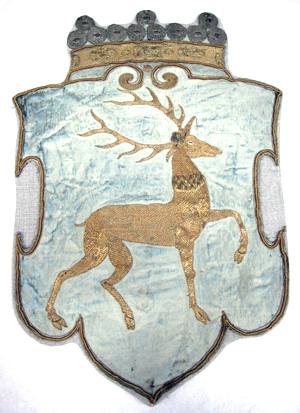
Герб Аланду 1634
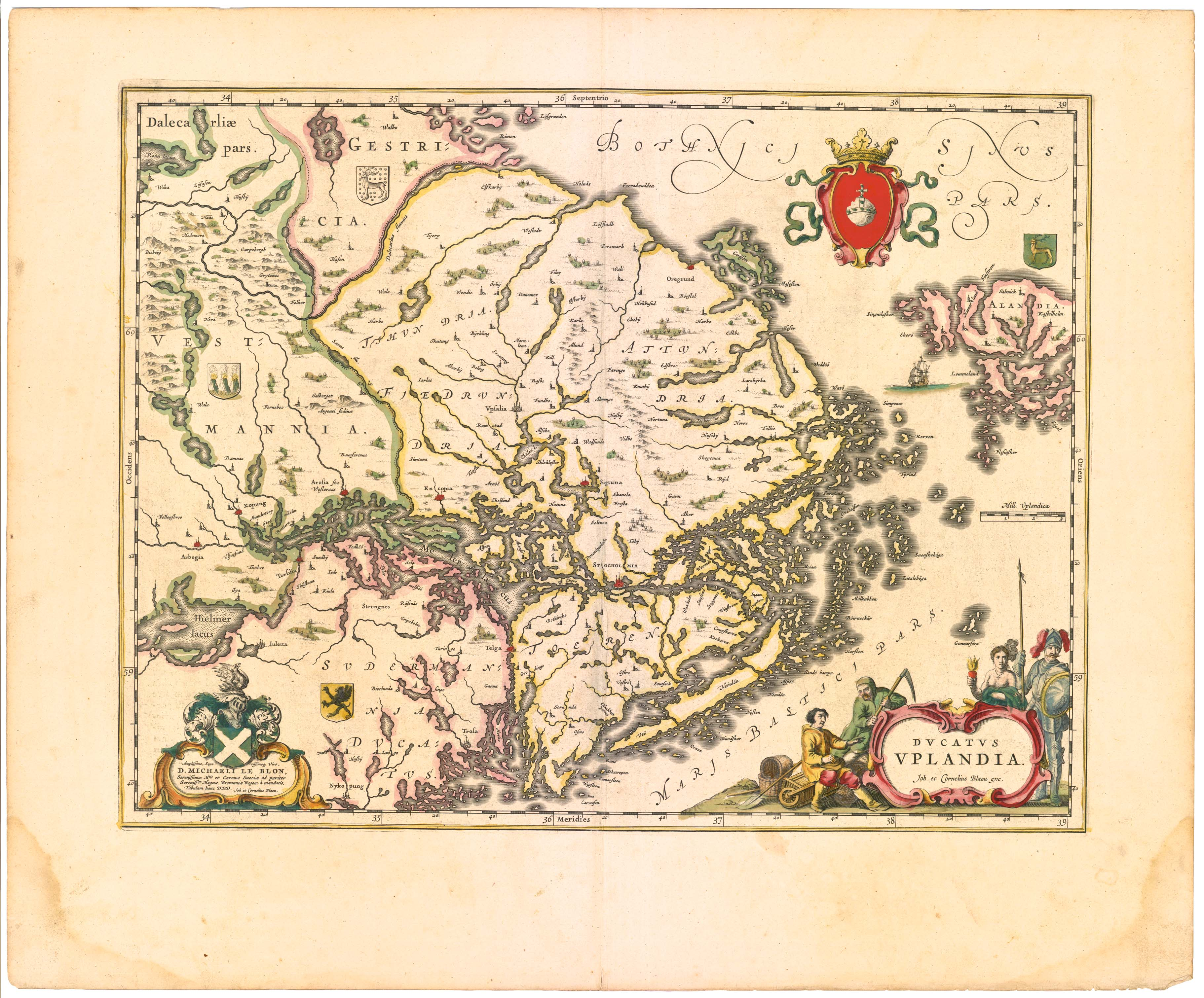
Герби Упландії 1645
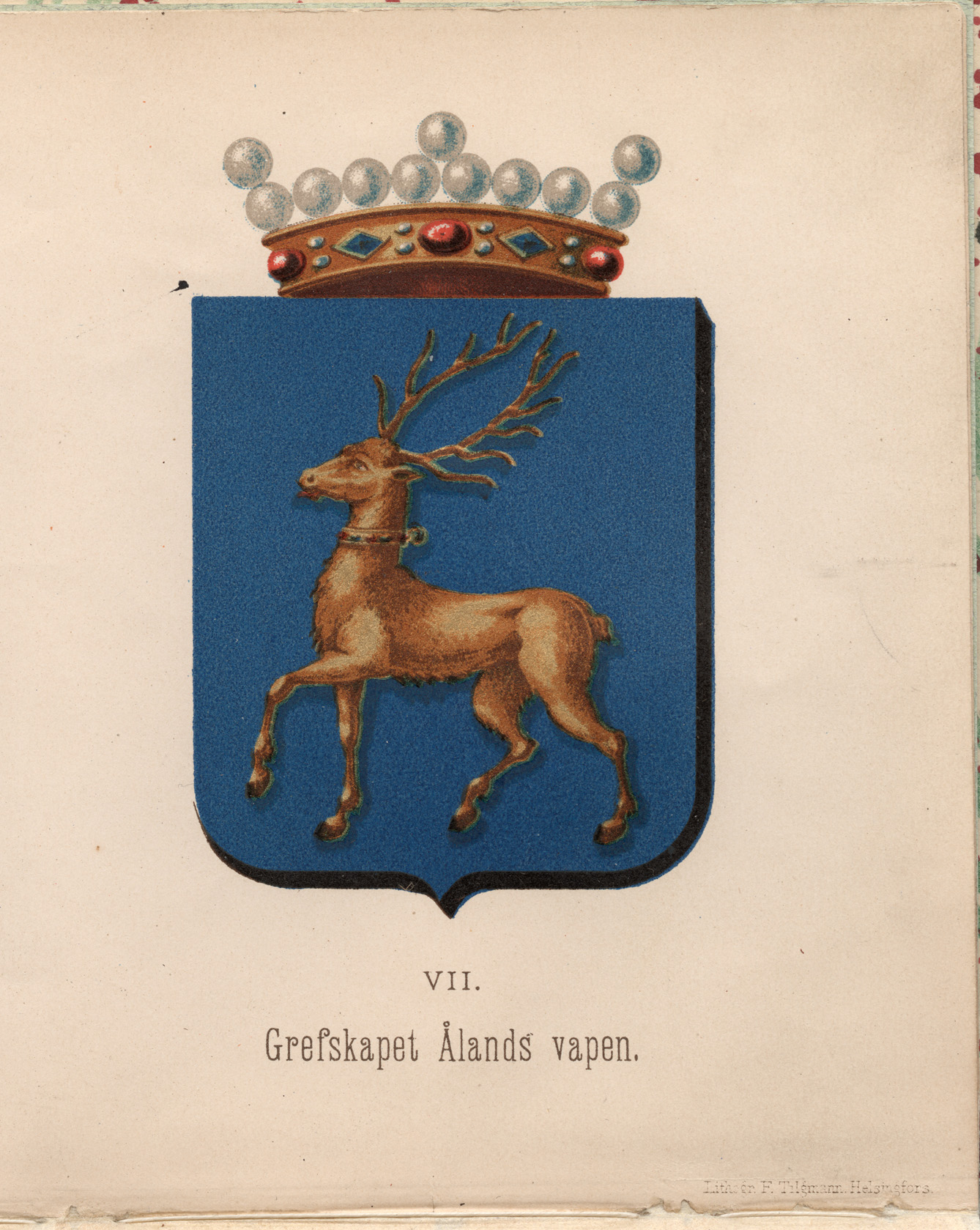
Герб Аланду 1889
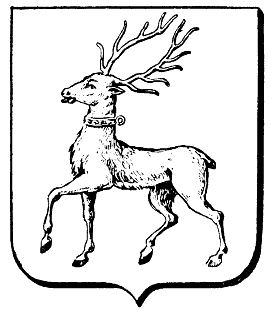
Герб Аланду 1922
Герб Еланду 1944